# Distretto di Hangal
Il distretto di Hangal è uno dei sedici distretti (sum) in cui è suddivisa la provincia di Bulgan, in Mongolia. Conta una popolazione di 4.700 abitanti (censimento 2009). 